# Черноу, Рон
Рональд Черноу (англ. Ron Chernow, род. 3 марта 1949 года) — американский писатель, журналист, популярный историк и биограф. Он написал бестселлеры исторических научно-популярных биографий.
В 2011 году он получил Пулитцеровскую премию за книгу «Вашингтон: жизнь». Он также является лауреатом Национальной книжной премии за книгу «Дом Морганов: американская банковская династия и расцвет современных финансов». Его биографии Александра Гамильтона (2004) и Джона Рокфеллера (1998) были номинированы на Премию Национального круга книжных критиков, в то время как первая послужила источником вдохновения для популярного мюзикла «Гамильтон», в котором Черноу работал историческим консультантом. Другая книга, «Варбурги: Одиссея замечательной еврейской семьи двадцатого века» в 1993 году была удостоена премии Джорджа Экклза за выдающиеся достижения в области экономической литературы. Как независимый журналист, он написал более шестидесяти статей в национальных изданиях.

## Биография
Рональд Черноу родился 3 марта 1949 года в Бруклине, штат Нью-Йорк в еврейской семье. Его отец Израэль был владельцем магазина уцененных товаров и создателем брокерской фирмы, а мать Рут была бухгалтером. У него есть брат Барт Черноу и дядя Шанди Черноу. Он был президентом класса и произносил прощальную речь, когда в 1966 году окончил среднюю школу Форест-Хиллз в Квинсе, штат Нью-Йорк. В 1970 году Черноу с отличием окончил Йельский университет а затем Пембрук-колледж Кембриджского университета со степенью по английской литературе. Он начал, но не закончил аспирантуру. Рон Черноу получил почётные степени в Университете Лонг-Айленда, колледже Мэримаунт Манхэттен, колледже Гамильтон, колледже Вашингтон и колледже Скидмор.
Он начал свою карьеру в качестве внештатного журналиста. С 1973 по 1982 год написал более 60 статей в национальных газетах и журналах. В середине 1980-х годов отложил писательство в сторону и начал работать директором по исследованиям финансовой политики в фонде The Century Foundation, который базируется в Нью-Йорке. В 1986 году он покинул организацию и сосредоточил свои усилия на писательстве. В дополнение к своему опыту написания научной литературы и биографий, Черноу продолжил публиковать статьи в New York Times и The Wall Street Journal. Он также давал комментарии по вопросам бизнеса, политики и финансов в национальных радио и телевизионных шоу, а также выступал в качестве эксперта в документальных фильмах.
В 1990 году Черноу опубликовал свою первую книгу «Дом Морганов: американская банковская династия и расцвет современных финансов», в которой прослеживается история четырех поколений финансовой империи Джона Моргана. Книга была удостоена Национальной книжной премии за художественную литературу. В 2004 году Чернов опубликовал книгу «Александр Гамильтон». Биография была номинирована на Национальную премию Круга книжных критиков и была названа лауреатом первой книжной премии Джорджа Вашингтона за раннюю американскую историю. Она оставалась в списке бестселлеров New York Times в течение трех месяцев. 904-страничная книга Черноу «Вашингтон: жизнь» была выпущена 5 октября 2010 года. Она получила Пулитцеровскую премию и премию Американской книги по истории.
В 2011 году он подписал контракт на написание всеобъемлющей биографии Улисса Гранта. Она была выпущена 10 октября 2017 года и получила в подавляющем большинстве положительные отзывы. Книга была названа New York Times одной из 10 лучших книг 2017 года.

## Личная жизнь
В 1979 году он женился на Валери Стерн. Она умерла в январе 2006 года. Валери Черноу была доцентом кафедры языков и социальных наук в Нью-Йоркском городском технологическом колледже.

## Работы
- Chernow, Ron. The House of Morgan: An American Banking Dynasty and the Rise of Modern Finance. — Simon & Schuster, 1990. — ISBN 9780671710316.
- Chernow, Ron. The Warburgs: A Family Saga :  [англ.]. — Pimlico, 1995. — ISBN 9780712662109.
- Chernow, Ron. The Death of the Banker: The Decline and Fall of the Great Financial Dynasties and the Triumph of the Small Investor. — Vintage Books, 1997. — ISBN 9780375700378.
- Chernow, Ron. Titan: The Life of John D. Rockefeller :  [англ.]. — Warner, 1998. — ISBN 9780751526677.
  - Титан. Жизнь Джона Д. Рокфеллера-старшего. / Пер. с англ. И. Бородычевой. — М. : АСТ, 2020. — 735 с. — (Биографии XX века) — ISBN 978-5-17-122299-4
- Chernow, Ron. Alexander Hamilton. — Penguin Press, 2005. — ISBN 9781101200858.
- Chernow, Ron. Washington: A Life. — Penguin Press, 2010. — ISBN 9781101444184.
- Chernow, Ron. Grant. — Penguin Books, 2017. — ISBN 9781594204876.